# Komuna e Gjegjanit
Komuna e Gjegjanit är en kommun i Albanien.   Den ligger i prefekturen Qarku i Shkodrës, i den norra delen av landet, 70 km norr om huvudstaden Tirana.
```
Runt Komuna e Gjegjanit är det ganska glesbefolkat, med 
38
 invånare per kvadratkilometer.
[
2
]
```